# USS Abraham Lincoln (CVN-72)
USS Abraham Lincoln (CVN-72) je peta superletalonosilka razreda nimitz in druga ladja VM ZDA, poimenovana po bivšem predsedniku ZDA Abrahamu Lincolnu.

## Zgodovina
Pogodbo za izdelavo letalonosilke je leta 1982 dobila ladjedelnica Newport News Shipbuilding, gradnja pa se je začela leta 1984 v njenih dokih v Newport Newsu, Virginija. 

## Bojne naloge
Na svojem prvem križarjenju, leta 1991, je USS Abraham Lincoln sodelovala pri evakuaciji ameriških vojakov iz pomorskega oporišča Subic Bay na Filipinih, zaradi izbruha vulkana Pinatubo. Po tej akciji je zaplula v Perzijski zaliv, kjer je tri mesece sodelovala v pripravah na Operacijo Desert Storm. Leta 1993 je sodelovala v operaciji Southern Watch, pa tudi v operaciji Restore Hope ob obali Somalije. Med letoma 1995 in 1998 je bila vseskozi prisotna v Perzijskem zalivu, leta 1999 pa je odšla na remont, od koder se je v Zaliv vrnila leta 2000.   